# Fortschritt E 512

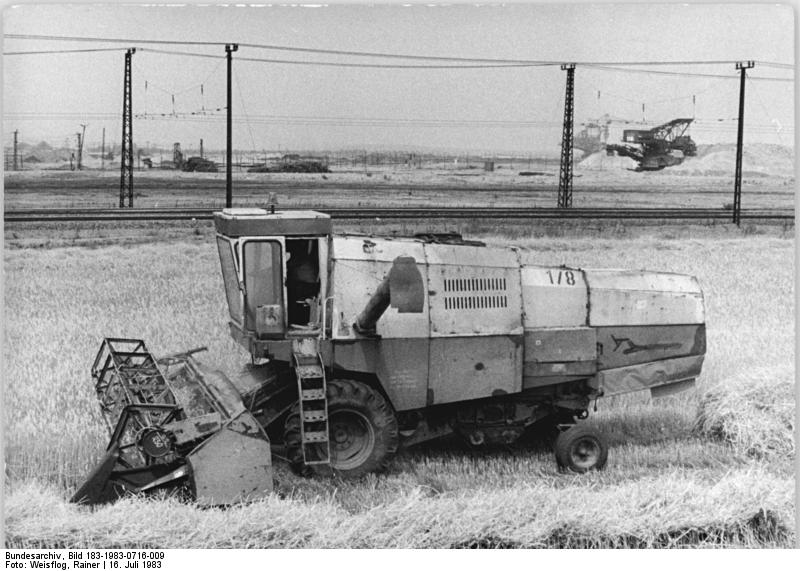
Mähdrescher Fortschritt E 512 bei der Roggenernte (1983)

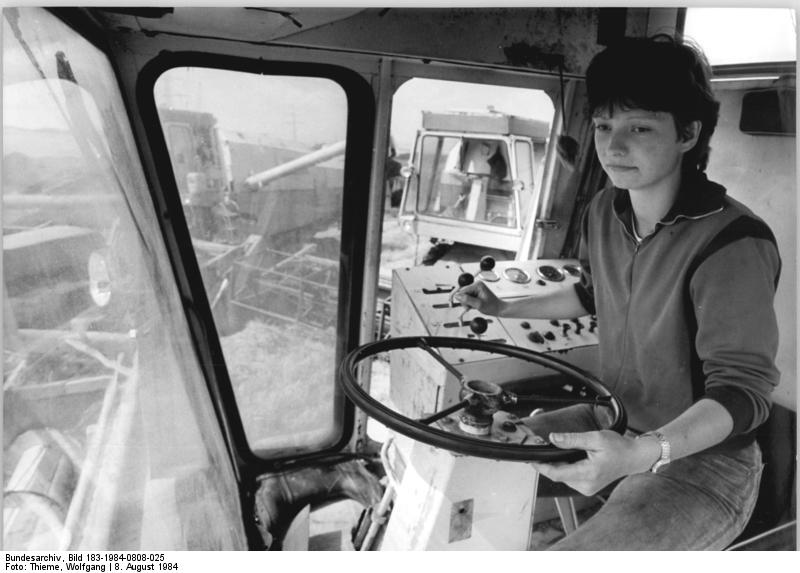
Fahrerkabine eines Mähdreschers Fortschritt E 512

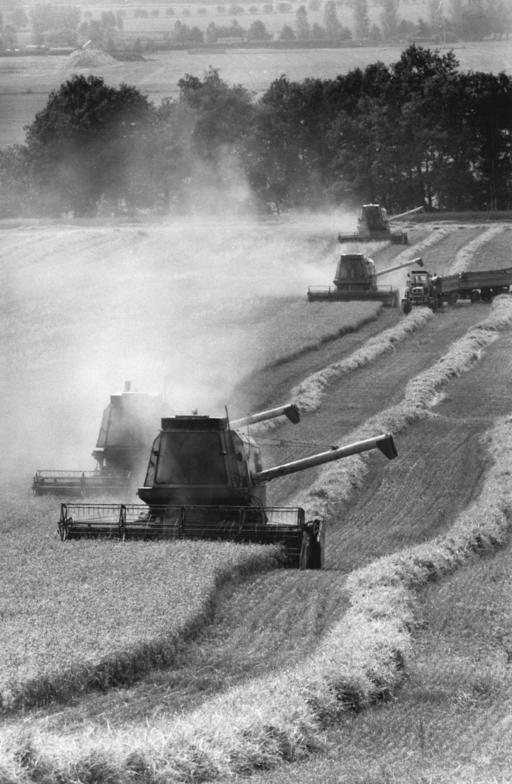
Mähdrescher des Typs Fortschritt E 512 während der Weizenernte bei Großbothen, Kreis Grimma, 1986.

Der Mähdrescher  Fortschritt E 512 ist eine selbstfahrende Erntemaschine aus der DDR zum Mähen und Dreschen von Getreide, Ölsaaten und Hülsenfrüchten.
Die 5-Mark-Banknoten der DDR hatten auf der Rückseite eine Abbildung dieses Gerätes.

## Geschichte
Der E 512 wurde ab Anfang der 1960er Jahre im damaligen Kombinat Fortschritt Landmaschinen Neustadt/Sachsen aus dem Modell E 510 (einer geringfügigen Verbesserung der Vorgängerbaureihe E 175) neu entwickelt. Ziel war eine Durchsatzsteigerung auf 5 kg/s beim Weizendrusch.
Zurückgehend auf Forderungen des VIII. Bauernkongresses 1964, einen leistungsfähigen, modernen und der Großraumwirtschaft entsprechenden Mähdrescher zu bauen, wurde der E 512 erstmals 1968 auf der Leipziger Messe der Öffentlichkeit vorgestellt. Er war damals einer der leistungsfähigsten Mähdrescher im damaligen Ostblock. In der DDR zählte diese Baureihe zu den Maschinen der Leistungsklasse 1, die für den Einsatz auf Feldern mit einem Ertrag von bis zu 4,5 t/ha konzipiert wurden.
Mit Modellpflege wurde dieser Typ offiziell bis 1983, tatsächlich aber bis 1988 gebaut. Dies war auf den recht hohen Exportanteil in arabische Länder zurückzuführen, die eine Kombi-Variante von Bunker/Absack-Einrichtung und einem zusätzlichen Strohsammler bevorzugten. Der Nachfolgetyp ist der E 514, der viele Konstruktionsmerkmale seines Vorgängers übernahm.

## Technik
Verbaut wurde der Vierzylinder-Dieselmotor 4 VD 14,5/12-1 SRW mit 105 PS und 6560 cm³. Schneidwerke gab es mit Breiten von 3,60 m bis 5,70 m. Ab 1969 konnte zum Mähdrescher eine Kabine geliefert werden.